# Bartramia longicauda

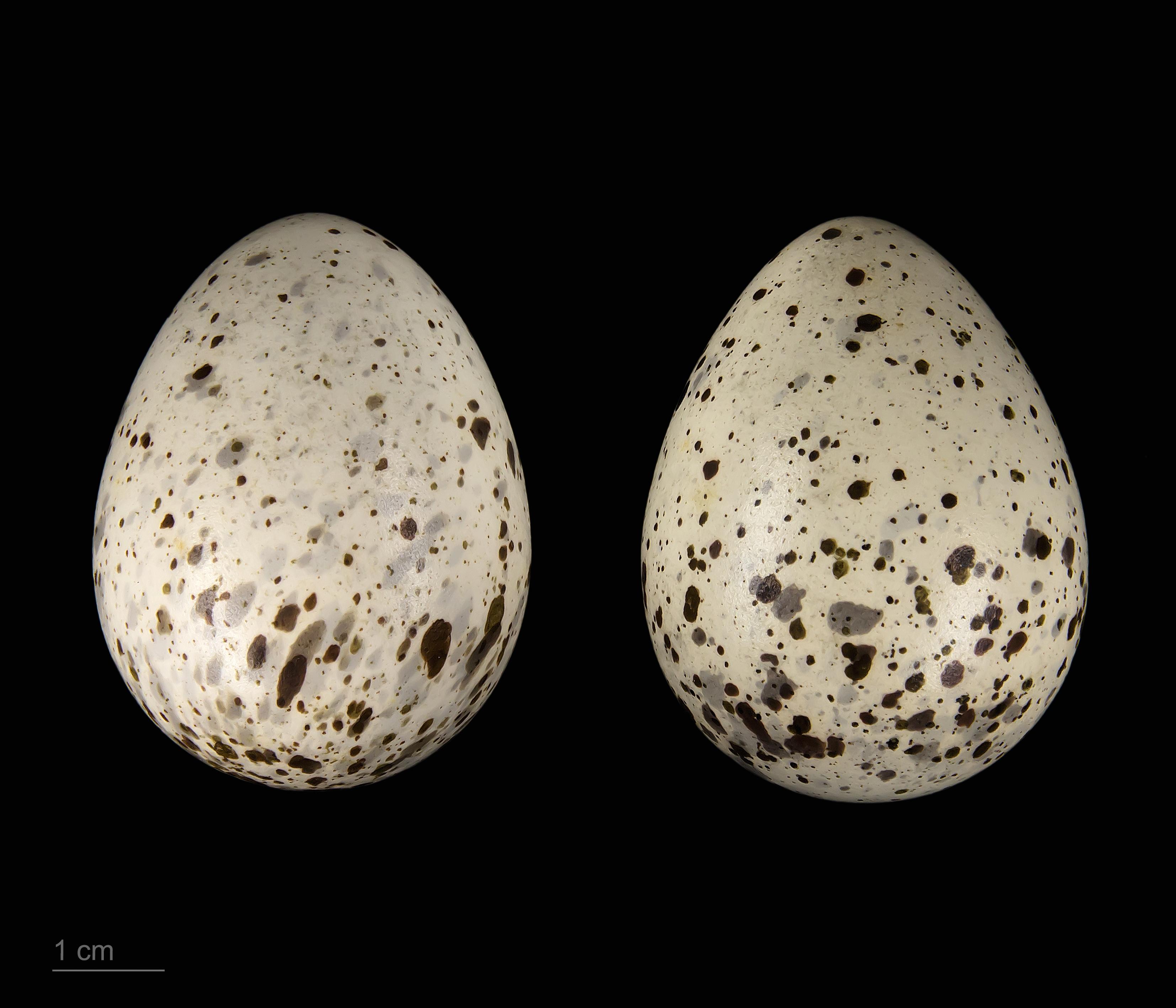
Bartramia longicauda - MHNT

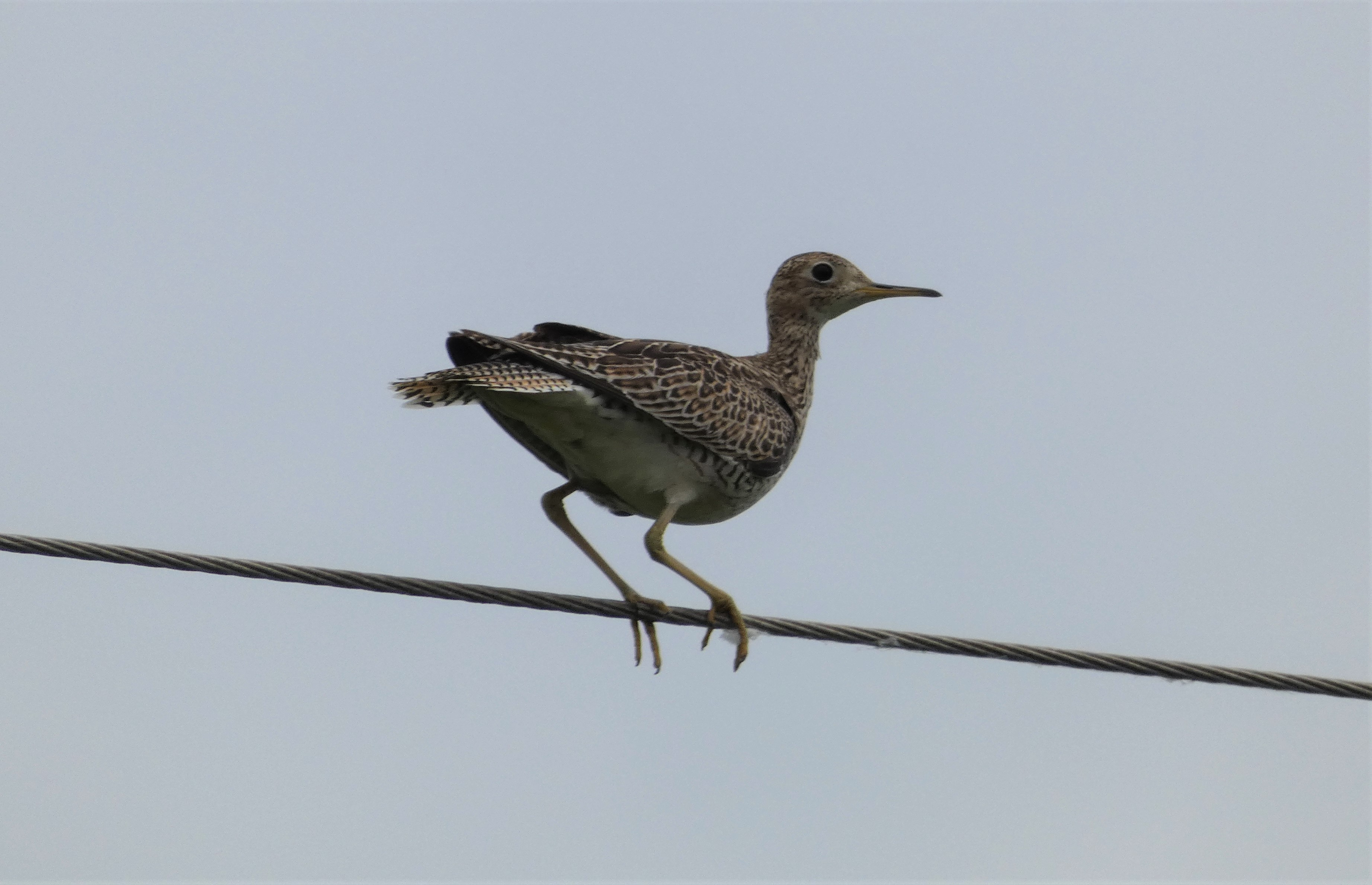
Ave Bartramia longicauda en Uruguay. Fotografía del MNHN.

El correlimos batitú  (Bartramia longicauda) es una especie de ave caradriforme de la familia Scolopacidae. Es la única especie de su género y no se reconocen subespecies. Es un ave migratoria que anida en Norteamérica, desde Alaska hasta el sur de EE. UU., e inverna en Sudamérica.

## Descripción
El adulto mide unos 28-32 cm de largo con una envergadura de 50-55 cm. Posee patas largas amarillas y un largo cuello y cola. La cabeza y el cuello son de color marrón con vetas. El dorso es de color marrón oscuro moteado y el vientre es blanco.